# Canthyloscelis antennata
Canthyloscelis antennata är en tvåvingeart som beskrevs av Edwards 1922. Canthyloscelis antennata ingår i släktet Canthyloscelis och familjen reliktmyggor. Inga underarter finns listade i Catalogue of Life.